# Mesocricetus newtoni
Mesocricetus newtoni — вид ссавців з родини Cricetidae.

## Проживання
Обмежений низовиною (до 460 м) по правому березі нижнього Дунаю, в північній Болгарії та в Румунії. Він знаходиться у відносно сухих місцях проживання, включаючи безплідні, скелясті лісостепові та степові луки, люцернові, кульбабові та зернові поля, виноградники, сади і чагарникові схили.

## Фізичні характеристики
Голова й тіло довжиною 140–170 мм, хвіст довжиною 18–26 мм, довжина задньої ступні 18–26 мм, довжина вуха 14–22 мм, вага 80–150 грамів. Хутро сіро-коричневе зверху, від голови до середини спини йде чорна смуга. Горло та груди чорно-коричневі, низ жовтувато-сірий.

## Поведінка
Веде сутінковий і нічний спосіб життя. Тварини є поодинокими. Створює нори з кількома входами зі спальнею та коморою. Вид всеїдний, раціон складається із зелених частин рослин, насіння, плодів, невеликих хребетних і безхребетних.

## Розмноження та розвиток
Активний період з початку квітня до кінця листопада. Вагітність триває ≈ 20 днів. Народжує два рази на рік 6–16 малюків. Після двох тижнів годування малі бачать, а досягають статевої зрілості через 50 днів. Природна тривалість життя: 2–3 роки.